# Liste des libellules de Bretagne
La liste ci-dessous recense les 58 espèces de libellules observées en Bretagne. Le territoire considéré correspond aux départements de la Bretagne historique, soit les Côtes-d'Armor, le Finistère, l’Ille-et-Vilaine, la Loire-Atlantique et le Morbihan.
Un travail d'inventaire et de mise à jour des cartes de répartition géographique est en cours par les associations Bretagne vivante et GRETIA depuis 2010.
En langue française, le terme de libellule est en général employé au sens large pour désigner les odonates, qui regroupent deux sous-ordres : les demoiselles (Zygoptera) et les libellules stricto sensu (Anisoptera)

## Sous-ordreZygoptera
- super-famille des Calopterygoidea

- - famille des Calopterygidae

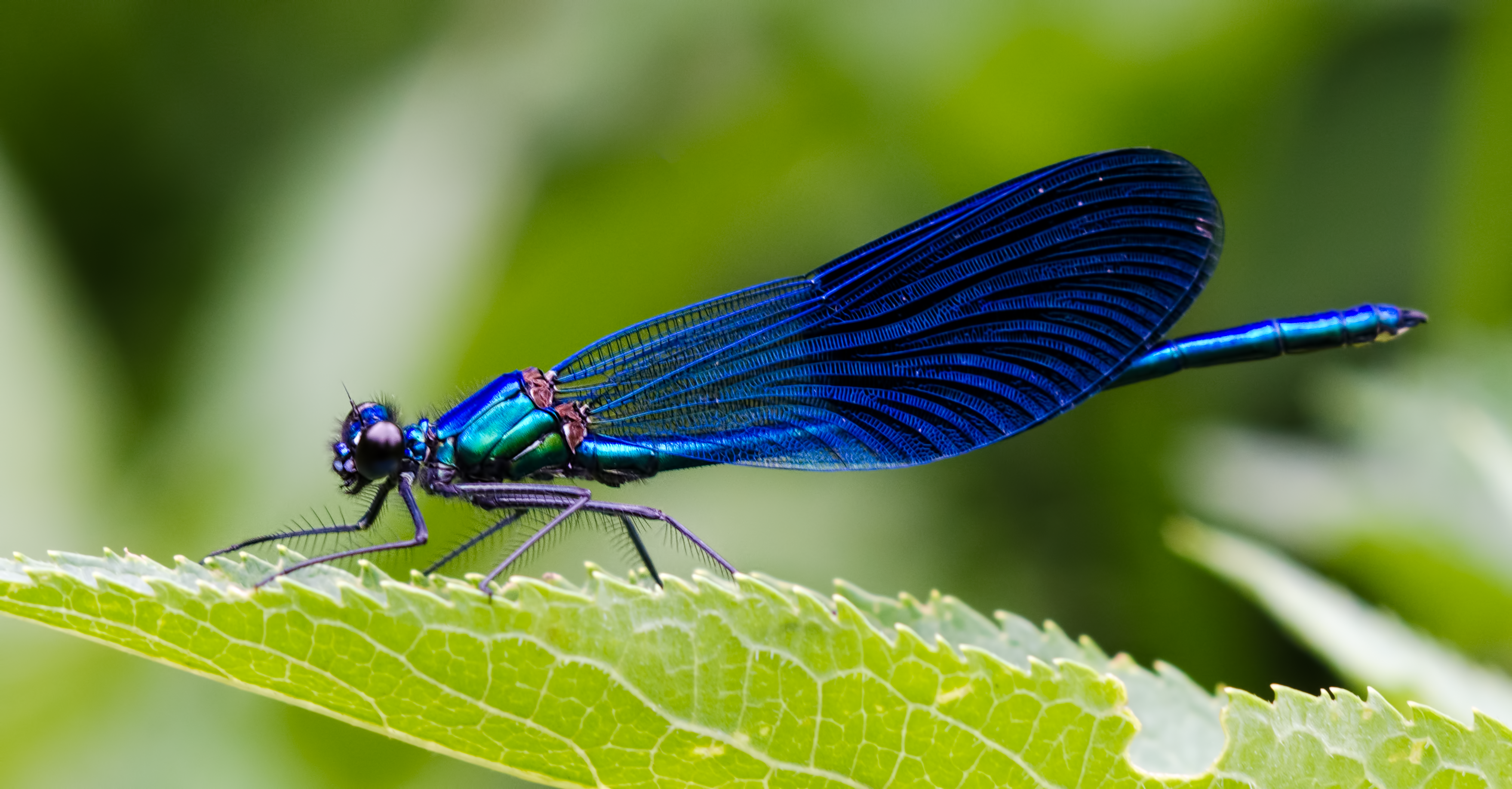
Caloptéryx vierge

    - Calopteryx splendens (Harris, 1782) - Caloptéryx éclatant, partout en Bretagne
    - Calopteryx virgo (Linnaeus, 1758) - Caloptéryx vierge, partout en Bretagne

- super-famille des Lestoidea

- - famille des Lestidae

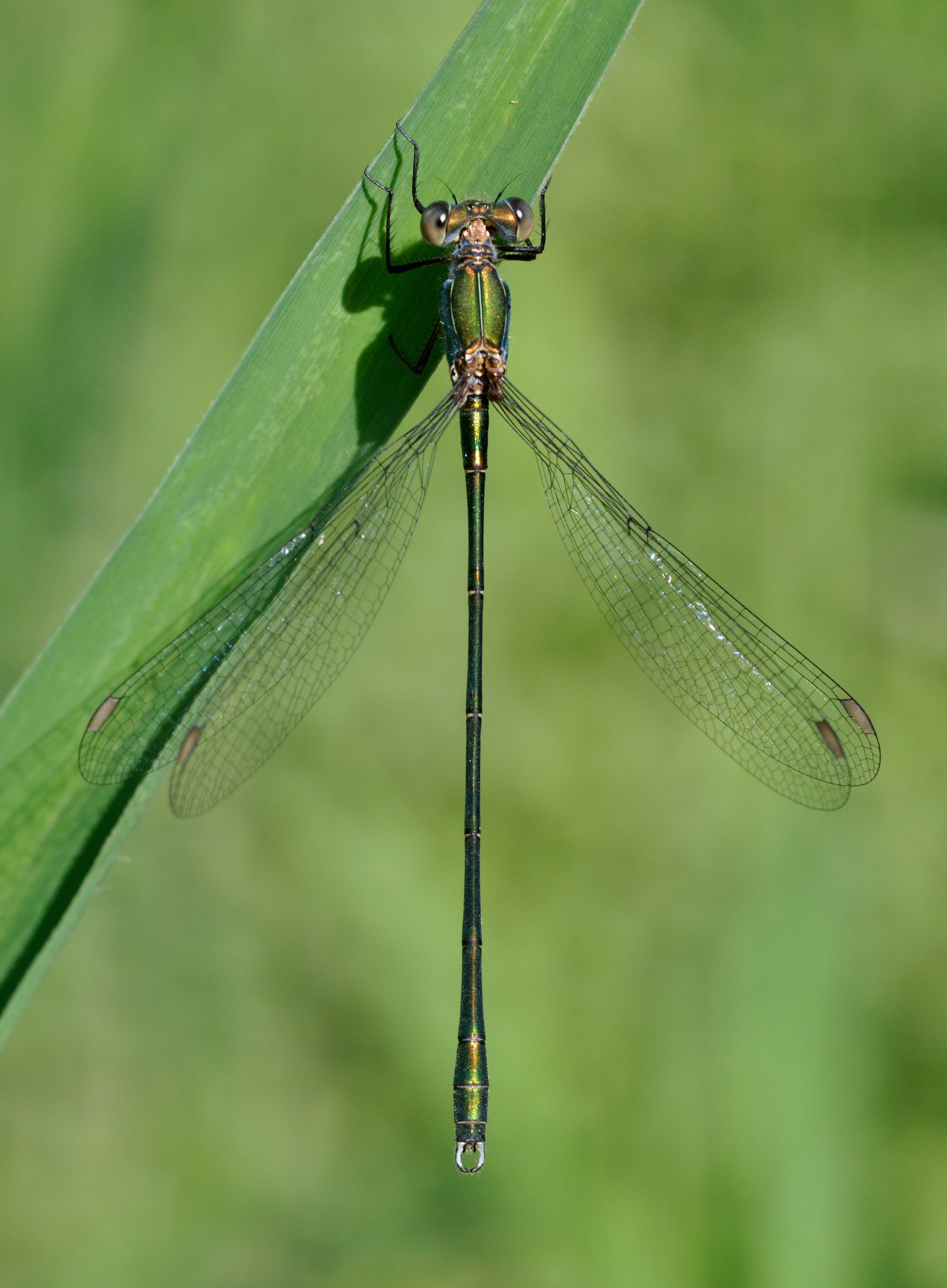
Leste vert

    - Lestes viridis (Vander Linden, 1825) - Leste vert, partout en Bretagne
    - Lestes barbarus (Fabricius, 1798) - Leste sauvage, surtout sur le littoral et en Ille-et-Vilaine
    - Lestes dryas (Kirby, 1890) - Leste des bois, partout en Bretagne
    - Lestes macrostigma (Eversmann, 1836) - Leste à grands stigmas, rares stations dans la presqu'île guérandaise
    - Lestes sponsa (Hansemann, 1823) - Leste fiancé, partout en Bretagne
    - Lestes virens (Charpentier, 1825) - Leste verdoyant, partout en Bretagne

  - famille des Sympecma
    - Sympecma fusca (Vander Linden, 1820) - Leste brun, , partout en Bretagne mais moins présent en Finistère et Côtes-d'Armor

- super-famille des Coenagrionoidea
  - famille des Platycnemididae

- -     - genre Platycnemis

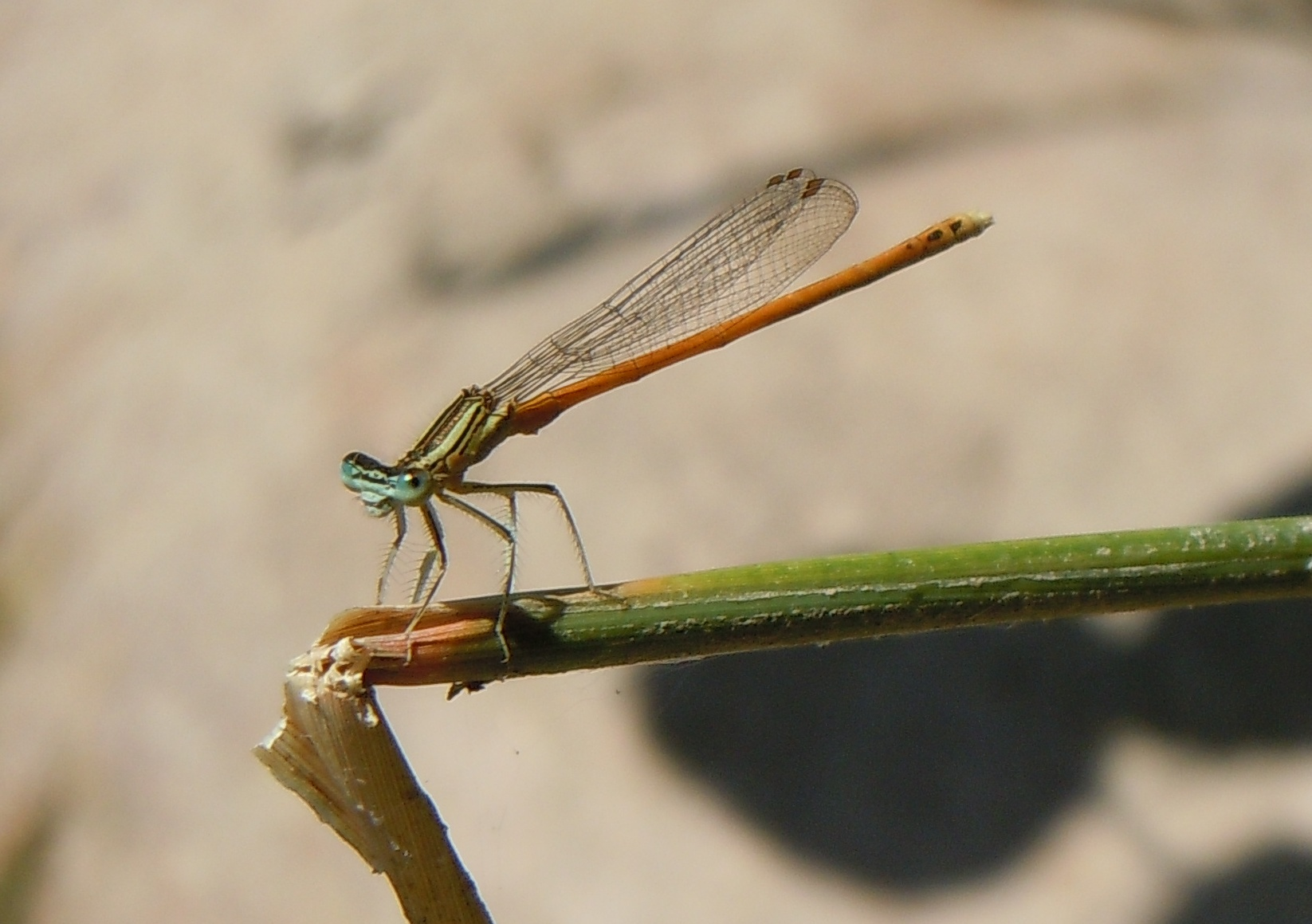
Agrion orangé

      - Platycnemis acutipennis (Selys, 1841) - Agrion orangé, partout en Bretagne
      - Platycnemis pennipes (Pallas, 1771) - Agrion à larges pattes, partout en Bretagne

- - famille des Coenagrionidae

- -     - genre Pseudagrioninae

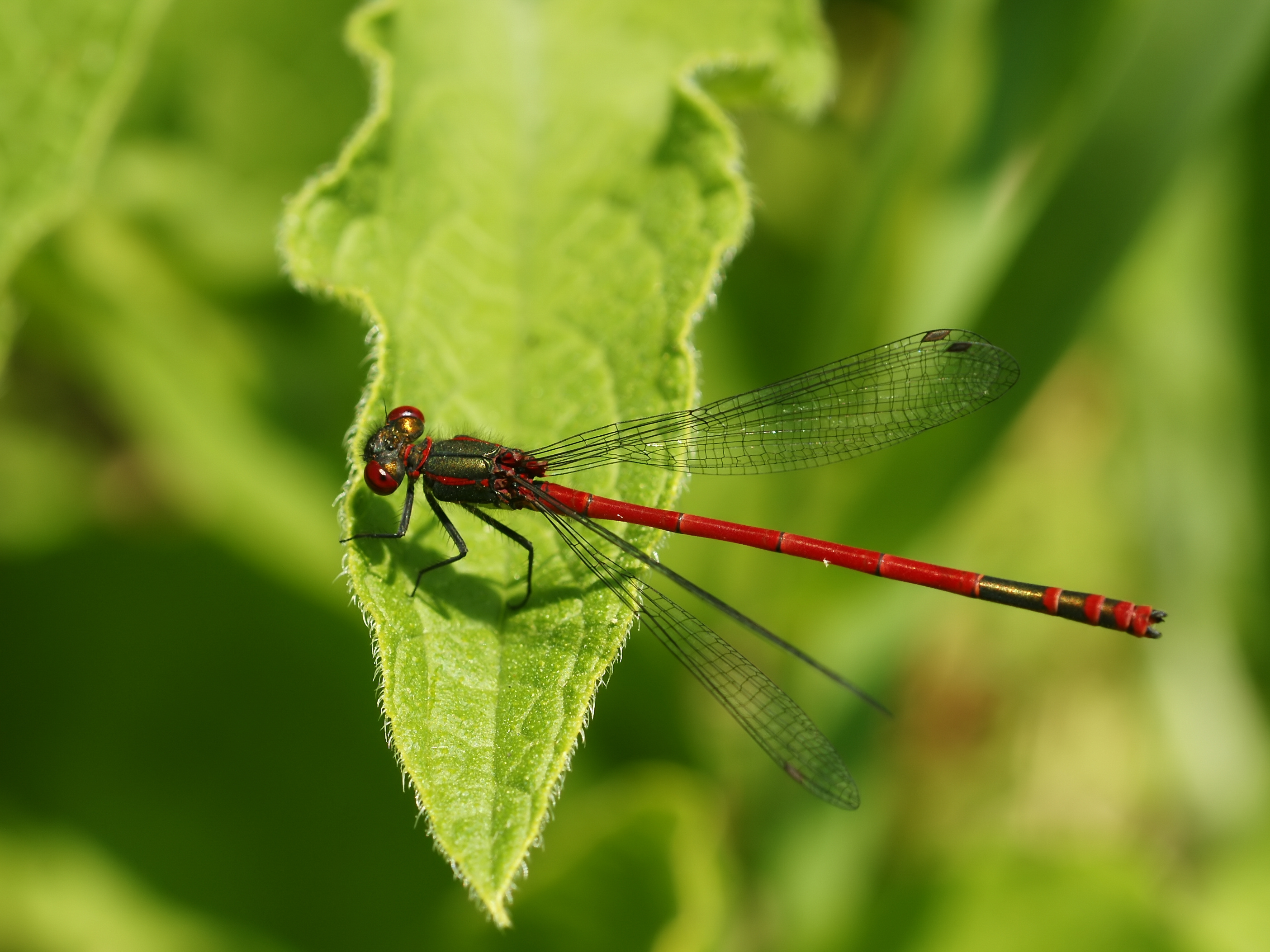
Petite nymphe au corps de feu

      - Ceriagrion tenellum (de Villers, 1789) - Agrion délicat, partout en Bretagne

    - genre Coenagrion
      - Coenagrion mercuriale (Charpentier, 1840) - Agrion de Mercure, partout en Bretagne mais moins présent en Côtes-d'Armor
      - Coenagrion puella ( Linnaeus, 1758) - Agrion jouvencelle, partout en Bretagne
      - Coenagrion pulchellum (Vander Linden, 1825) - Agrion Agrion joli, partout en Bretagne
      - Coenagrion scitulum (Rambur, 1842) - Agrion mignon, partout en Bretagne

    - genre Enallagma
      - Enallagma cyathigerum (Charpentier, 1840) - Agrion porte-coupe, partout en Bretagne

    - genre Erythromma
      - Erythromma lindenii (Selys, 1840) - Agrion de Vander Linden, partout en Bretagne
      - Erythromma najas (Hansemann, 1823) - Naïade aux yeux rouges, partout en Bretagne mais peu sur le littoral
      - Erythromma viridulum (Charpentier 1840) - Naïade au corps vert, partout en Bretagne mais peu présent en Finistère et Côtes-d'Armor

    - genre Ischnura
      - Ischnura elegans (Vander Linden, 1820) - Agrion élégant, partout en Bretagne
      - Ischnura pumilio (Charpentier, 1825) - Agrion nain, partout en Bretagne

    - genre Pyrrhosoma
      - Pyrrhosoma nymphula (Sulzer 1776) - Petite nymphe au corps de feu, partout en Bretagne

## Sous-ordreAnisoptera
- famille Aeshnidae

- - genre Aeshna

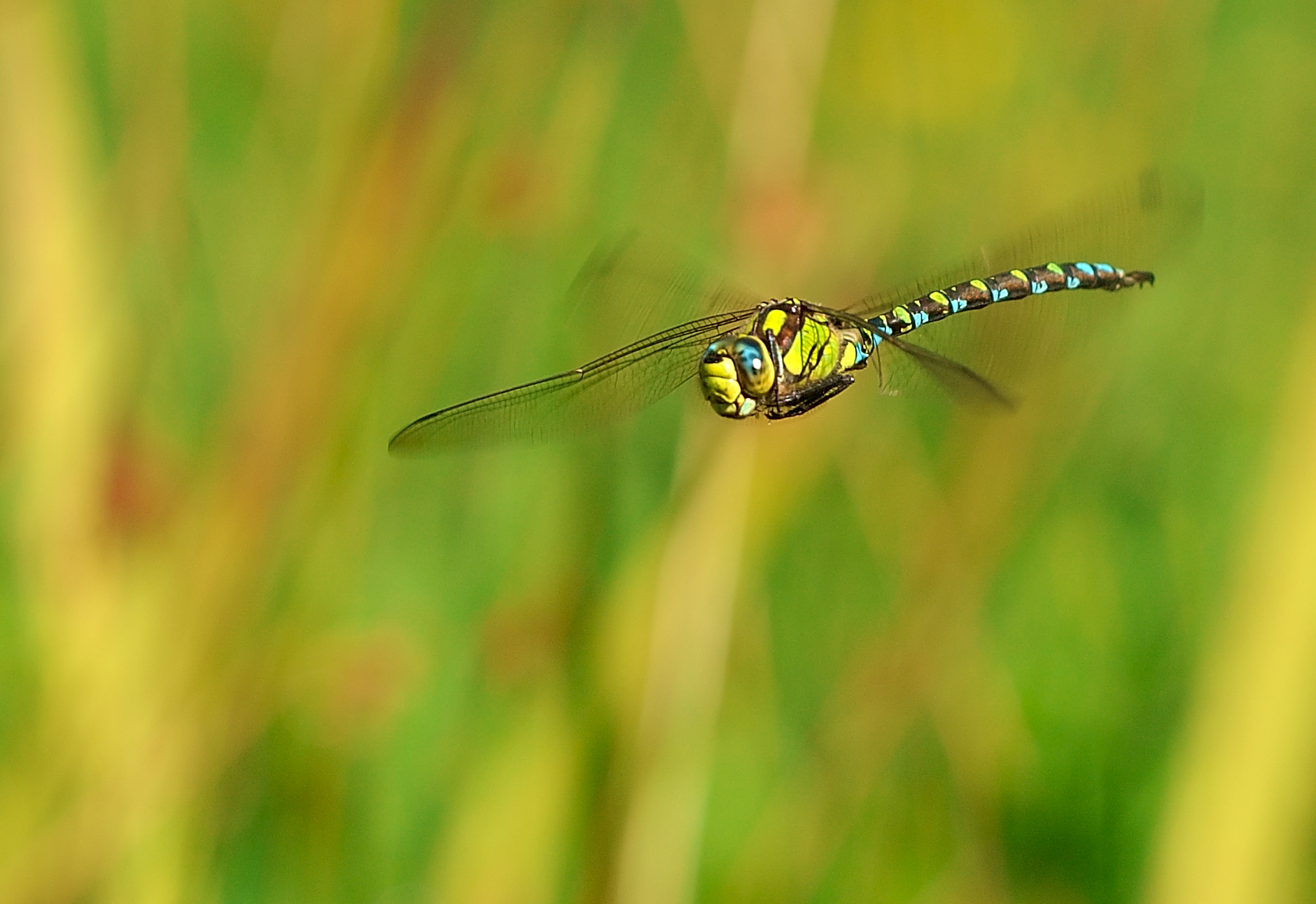
Æschne bleue

    - Aeshna affinis (Vander Linden, 1820) - Æschne affine, surtout en Morbihan et dans le Pays de Rennes
    - Aeshna cyanea (Müller, 1764) - Æschne bleue, partout en Bretagne
    - Aeshna isosceles (Müller, 1767) - Æschne isocèle, seulement en Finistère et sur le Pays de Lorient
    - Aeshna mixta (Latreille, 1805) - Æschne mixte, partout en Bretagne

  - genre Anax
    - Anax imperator (Leach, 1815) — Anax empereur, partout en Bretagne
    - Anax parthenope (Selys, 1839) — Anax napolitain, surtout en Finistère et Morbihan

  - genre Boyeria
    - Boyeria irene (Fonscolombe, 1838) - Æschne paisible, partout en Bretagne mais peu présent en Côtes-d'Armor

  - genre Brachytron
    - Brachytron pratense (Müller, 1764) - Æschne printanière, partout en Bretagne mais peu présent en Côtes-d'Armor

  - genre Hemianax
    - Anax ephippiger (Burmeister, 1839) — Anax porte-selle, migrateur observé surtout en Morbihan

- famille Gomphidae

- - genre Gomphus

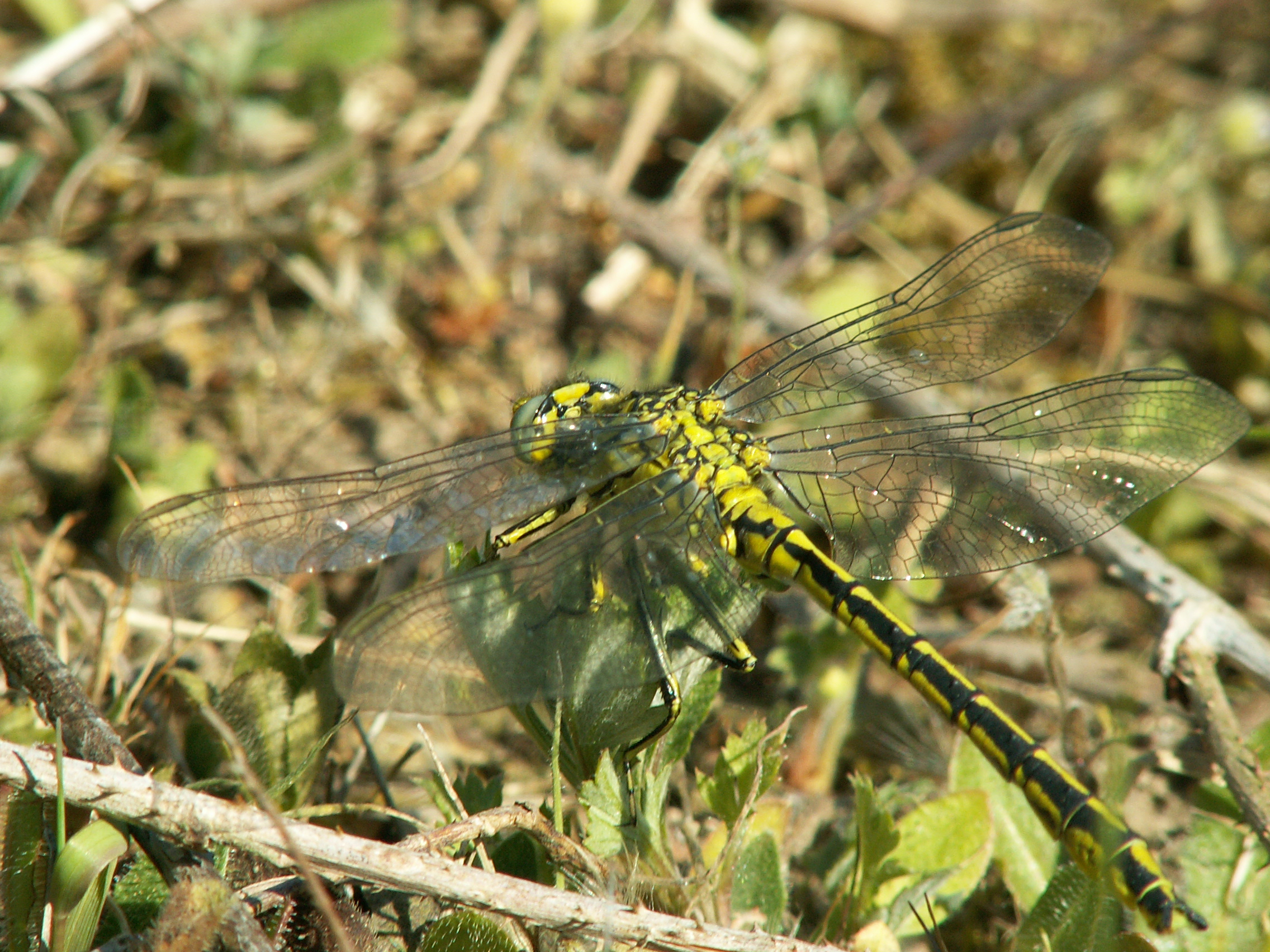
Gomphe joli

    - Gomphus pulchellus (Selys, 1840) - Gomphe joli, partout en Bretagne
    - Gomphus simillimus (Selys, 1840) - Gomphe semblable, rares observations dans le Nord d'Ille-et-Vilaine
    - Gomphus vulgatissimus (Linnaeus, 1758) - Gomphe vulgaire, partout en Bretagne

  - genre Onychogomphus
    - Onychogomphus forcipatus (Selys, 1854) - Gomphe à forceps, partout en Bretagne mais peu présent en Côtes-d'Armor
    - Onychogomphus uncatus (Selys, 1854) - Gomphe à crochets, surtout en Morbihan et dans le Sud du Finistère
- famille Cordulegastridae
  - genre Cordulegaster
    - Cordulegaster boltonii (Donovan, 1807) - Cordulégastre annelé, partout en Bretagne

- famille Corduliidae

- - genre Cordulia

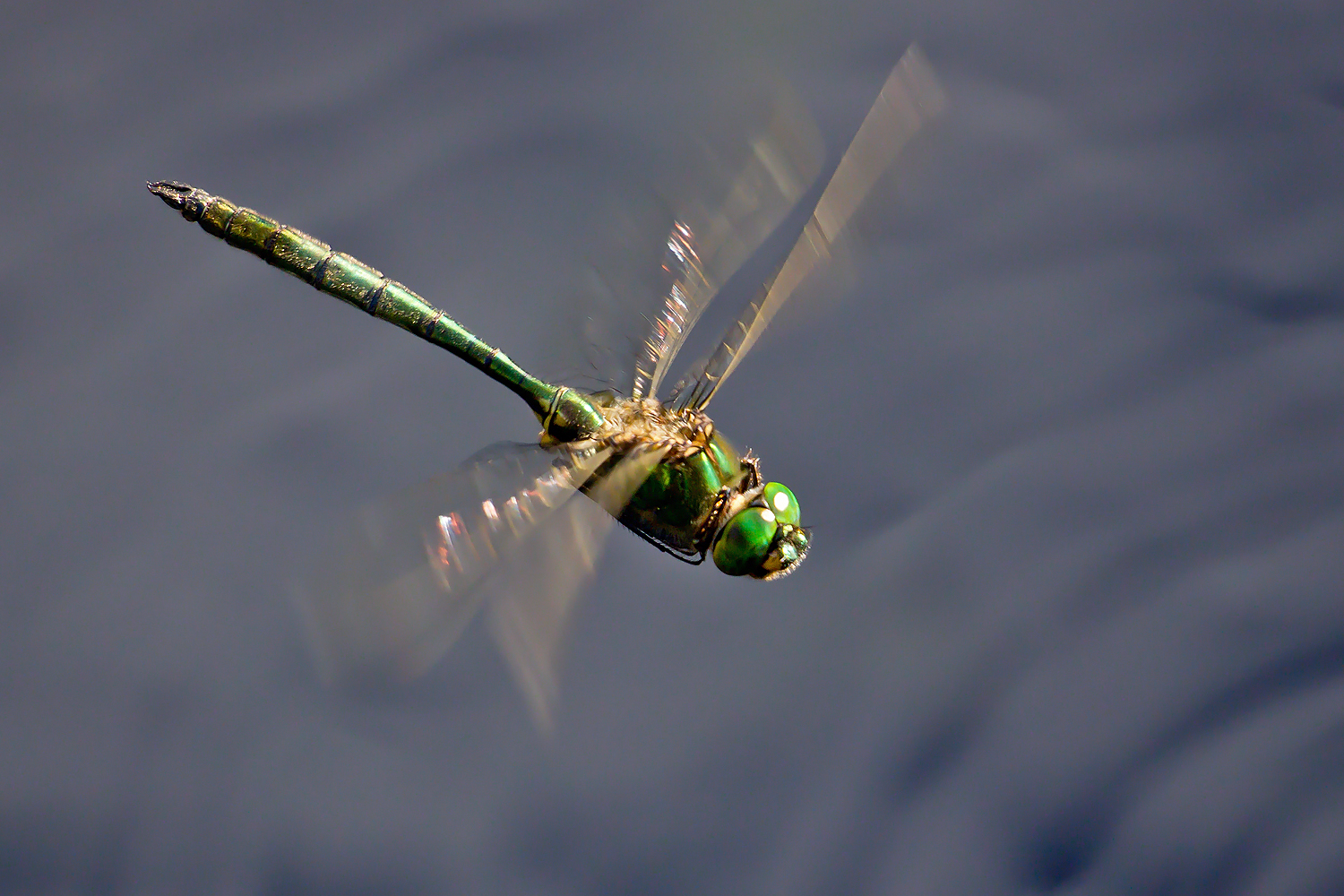
Cordulie métallique

    - Cordulia aenea (Linnaeus, 1758) - Cordulie bronzée, partout en Bretagne mais plus rare en Finistère et Côtes-d'Armor

  - genre Oxygastra
    - Oxygastra curtisii (Dale, 1834) - Cordulie à corps fin, surtout en Morbihan et Ille-et-Vilaine

  - genre Somatochlora
    - Somatochlora flavomaculata (Vander Linden, 1825) - Cordulie à taches jaunes, surtout en Morbihan
    - Somatochlora metallica (Vander Linden, 1825) - Cordulie métallique, partout en Bretagne mais moins en Finistère

- famille Libellulidae

- - genre Crocothemis

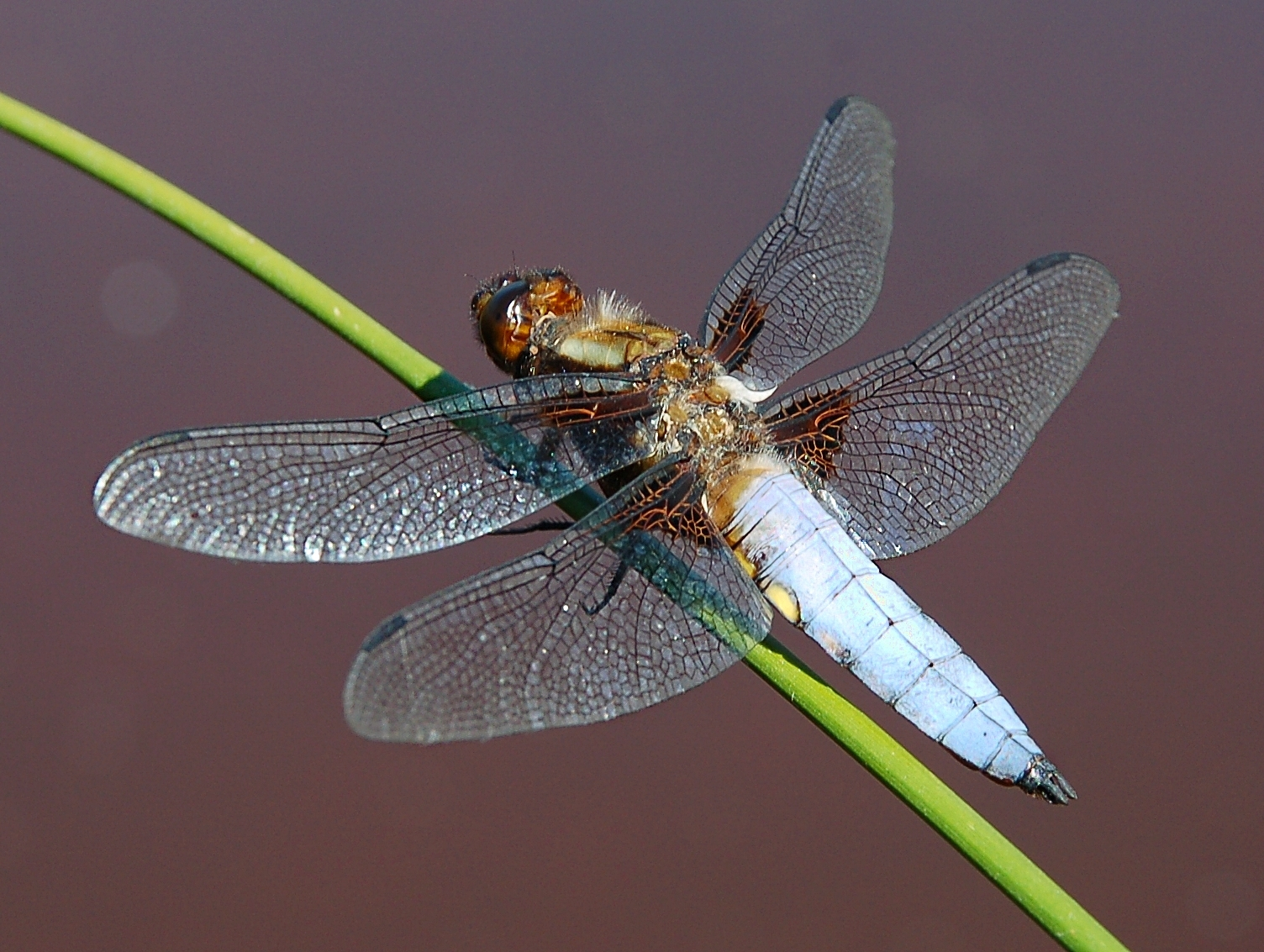
Libellule déprimée

    - Crocothemis erythraea (Brullé, 1832) - Crocothémis écarlate, partout en Bretagne

  - genre Libellula
    - Libellula depressa (Linnaeus, 1758) - Libellule déprimée, partout en Bretagne
    - Libellula fulva (Müller, 1764) - Libellule fauve, partout en Bretagne
    - Libellula quadrimaculata (Linnaeus, 1758) - Libellule à quatre taches, partout en Bretagne

  - genre Orthetrum
    - Orthetrum albistylum (Selys 1848) - Orthétrum à stylets blancs, rares observations à la limite de l'Ille-et-Vilaine et de la Loire-Atlantique
    - Orthetrum brunneum (Fonscolombe 1837) - Orthétrum brun, partout en Bretagne
    - Orthetrum cancellatum (Linnaeus 1758) - Orthétrum réticulé, partout en Bretagne
    - Orthetrum coerulescens (Fabricius 1798) - Orthétrum bleuissant, partout en Bretagne

  - genre Sympetrum

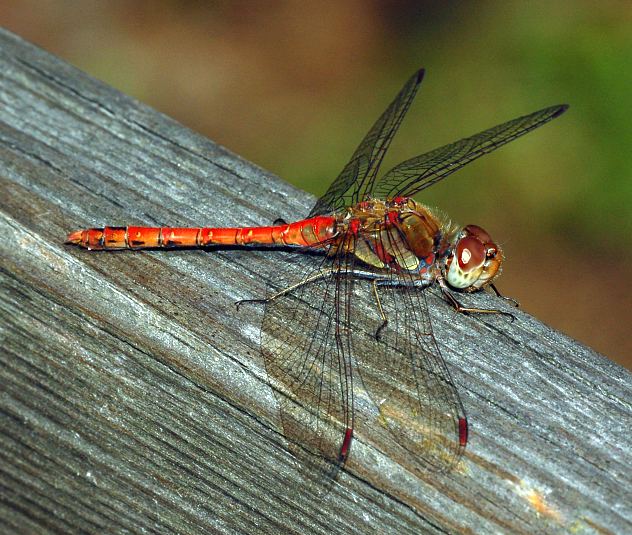
Sympétrum fascié

- -     - Sympetrum danae (Sulzer 1776) - Sympétrum noir, surtout dans les Monts d'Arrée et les montagnes Noires
    - Sympetrum flaveolum (Linnaeus 1758) - Sympétrum jaune d'or, rares observations vers Erquy
    - Sympetrum fonscolombii (Selys 1840) - Sympétrum de Fonscolombe, partout en Bretagne
    - Sympetrum meridionale (Selys 1841) - Sympétrum méridional, partout en Bretagne
    - Sympetrum sanguineum (Müller 1764) - Sympétrum sanguin, partout en Bretagne
    - Sympetrum striolatum (Charpentier 1840) - Sympétrum fascié, partout en Bretagne
    - Sympetrum vulgatum (Linnaeus 1758) - Sympétrum vulgaire, rares observations sur le Pays de Rennes

  - genre Leucorrhinia
    - Leucorrhinia caudalis (Charpentier, 1840) - Leucorrhine à large queue, rares observations dans le Sud de l'Ille-et-Vilaine et le centre Morbihan

## Sources